# Fischer Ridge
Fischer Ridge – grzbiet górski oddzielający Church Glacier od Leander Glacier w Górach Admiralicji w Antarktydzie Wschodniej.

## Nazwa
Nazwany przez Advisory Committee on Antarctic Names (tłum. „Komitet doradczy ds. nazewnictwa Antarktyki”) na cześć Williama H. Fischera, chemika atmosfery pracującego w latach 1966–1967 w amerykańskiej stacji McMurdo . 

## Geografia
Fischer Ridge to grzbiet górski oddzielający Kirk Glacier od Ironside Glacier w Górach Admiralicji na Ziemi Wiktorii w Antarktydzie Wschodniej . Rozciąga się z północnego zachodu na południowy wschód . W całości pokryty jest lodem . 

## Historia
Grzbiet został zmapowany na podstawie zdjęć lotniczych w latach 1960–1963 .